# Доля на замовлення
Доля на замовлення (англ. Destiny to Order) — американсько-канадська комедія 1989 року.

## Сюжет
Письменник Джей Ді Бейрд працює над своєю книгою. Під час грози вдарила блискавка і його комп'ютер виходить з ладу. Раптом всі вигадані персонажі оживають. Поганий хлопець Кенрік з його роману отримує рукопис і починає вносити зміни в життя письменника. У Джей Ді починаються проблеми які він повинен виправити.

## У ролях
- Стівен Уйметт — Джей Ді Бейрд
- Альберта Вотсон — Талія / Марла / Ніколь
- Вікторія Сноу — Меллі
- Майкл Айронсайд — Кенрік
- Джордж Бьюза
- Деніс Форест — Генріх
- Хрант Альянак
- Інгрід Венінгер — байкерша
- Лі-Макс Волтон — Білл
- Стюарт Бік — хіппі
- Марія Вакратсіс — Ліза, байкерша
- Алан С. Петерсон
- Джейн Люк — фотограф
- Деніел Барнс — головоріз 1
- Майкл Ст. Клер — головоріз 2
- Міка Барнс — головоріз 3
- Пол Тейлор — головоріз 4
- Джеффресон Меппін
- Рікардо Кінс-Дугласа — поліцейський 1
- Річард Салі — поліцейський 2
- Роббі Рокс — байкер
- Марк Мелімік — репортер 1
- Хезер-Лінн Мікок — репортер 2
- Артур Корбер — репортер 3
- Шон Райерсон — таксист
- Рой Селлоуз — викидайло 1
- Кевін Раштон — викидайло 2
- Джанет Ленд — медсестра
- Карсон Т. Фостер — помічник